# Hans Stern
Hans Stern (Essen, 1 de outubro de 1922 — Rio de Janeiro, 26 de outubro de 2007) foi um empresário teuto-brasileiro e o fundador da joalheria H. Stern.

## Biografia
Stern chegou ao Brasil aos dezessete anos, em 1939. Começou então a trabalhar como datilógrafo numa empresa que lapidava e importava pedras e minerais. Encantado com a beleza das pedras coloridas e identificando nelas uma grande oportunidade de negócio, começou a viajar por todo o pais conhecendo garimpeiros, comprando pedras de cor. Isso foi o primeiro passo numa história de grande sucesso pessoal e empresarial, que viria, anos depois, a alterar a história da indústria joalheira no Brasil e no mundo.
Em 1945, Hans fundou uma pequena loja na então capital brasileira, Rio de Janeiro: nascia a H.Stern. As pedras brasileiras não eram então muito valorizadas no mercado internacional. O empresário costumava contestar a denominação de que elas eram "menos preciosas", afirmando que, assim como não há pessoas semi-honestas, não existiam pedras semipreciosas. Em 1971, o Instituto Gemológico da América (GIA) chegou à mesma conclusão de Stern, mudando essa nomenclatura.
Em 1964, a revista Time chamou-o de "o rei dos diamantes e gemas de cor".
Nos anos 90 convidou dois de seus filhos a participarem do gerenciamento da empresa consigo, e instituiu um novo comando para a H.Stern, mas continuava comparecendo na sede da empresa todos os dias de manhã. Ele era admirado por funcionários por sua simplicidade. Chegava na empresa dirigindo um Volkswagen Fusca e não andava com seguranças [carece de fontes?].
Durante os mais de 50 anos em que esteve à frente da H.Stern, Hans foi incansável promotor e embaixador informal do Brasil no exterior, e especificamente da cidade do Rio de Janeiro e sua indústria turística. Sempre enamorado por sua cidade-adotiva, Hans expressava, através de sua paixão pelas pedras preciosas do Brasil, sua gratidão pela oportunidade alcançada.
Foi reconhecido por seus esforços pessoais e empresariais em prol do Rio de Janeiro muitas vezes, por vários órgãos oficiais e do setor turístico, apos seu falecimento, a família Stern teve a honra de ver o antigo Mirante do Leblon, RJ, oficialmente rebatizado Mirante Hans Stern pelo prefeito Cesar Maia.
O nome da H.Stern aparece com frequência na mídia mundial, e a empresa é apontada em várias pesquisas de opinião como uma das marcas brasileiras mais reconhecidas fora do Brasil. H.Stern esteve no gosto de clientes como Laurence Rockefeller, David Niven e Luciano Pavarotti.
Hans Stern raramente dava entrevistas e não gostava de posar para fotografias. Ele nasceu quase cego e começou a enxergar com o olho direito aos dois anos de idade. Gostava de ler nas horas vagas, ouvia sempre música clássica e de tocar órgão. Sua preferência era por música clássica. Também gostava de colecionar selos e pedras preciosas raras[carece de fontes?]. 
Sua pedra preferida era a Turmalina. O museu da H.Stern na sede mundial da empresa em Ipanema, RJ, apresenta uma coleção de turmalinas lapidadas com mais de 1000 pedras, todas de cores diferentes.
Stern faleceu de causas naturais, e a família Stern continua à frente dos negócios da H.Stern no Brasil e em mais de 30 países.